# Kassai Gusztáv
Kassai Gusztáv (Engelmann Gusztáv, Kassa, 1843. január 15. – Budapest, 1909. október 4.) bölcseleti doktor, egyetemi magántanár.

## Élete
Engelmann Mihály kocsigyártó és Kaiser Wilhelmina fiaként született. Gimnáziumi tanulmányait szülővárosában végezte 1862-ben. A klasszika-filológiát 1862-66-ban a bécsi egyetemen hallgatta s 1867 júliusában ugyanott a latin és görög filológiának a gimnáziumban való tanítására képesítő oklevelet nyert.
1868. szeptember 19-én a besztercebányai királyi főgimnáziumhoz helyettes tanárnak és 1869. augusztus 8-án rendesnek neveztetett ki. 1875-ben tanügyi ismereteinek gyarapítása céljából Németországban utazott és különösen a berlini gimnáziumokat tanulmányozta; 1879-ben pedig a tanügyi viszonyok tanulmányozása végett Dél-Németországban, Belgiumban és Franciaországban járt. 1878-ban a budapesti egyetemen bölcseletdoktori oklevelet nyert. 1881. augusztus 31-én rendes tanárnak nevezték ki a budapesti V. kerületi királyi katolikus főgimnáziumhoz. 1882. december 7-én a budapesti egyetemen a latin stilisztikából és latin ékesszólásból magántanárrá képesíttetett. 1890. augusztus 23-án a budapesti magyar királyi tanárképző-intézethez nevezték ki. Az 1893-as nagy szünidő alatt részt vett a görögországi tanulmányútban. Engelmann családi nevét 1881-ben változtatta Kassaira.
Programértekezései a beszterczebányai királyi gymnasium Értesítőjében (1874. De vario usu trimetri iambici in diverbiis tragoediarum Aeschyli et Sophoclis, ism. a zeitschrift für die oesterr. Gymnasien 1876), a budapesti V. kerületi királyi főgymnasium Értesítőjében (1882. Variae quaestiones: I. Refutatur A. Schoellii de Sophocleia tagoediarum componendarum ratione sententia. II. De figurae etymologicae usu Sophocleo. III. Queritur, utrum Spengelius de tempore Phaedri Platonici recte iudicaverit, nec-ne? Ism. Philolog. Wochenschriftben, 1883. Oratio ad iuvenes littarum studiosos habita a. d. III. Cal. Jul. a. MDCCCLXXXIII., cum solemnia ad memoriam regii cth. gymnasii, iam annum vicesimum uintum florentis, celebrarentur, 1893. és 1894. Πλατωνικα ςητηματα I. és II. rész, ism. az Egyet. Philol. Közlönyben 1894-95.); Czikkei az Egyetemes Philologiai Közlönyben (1882. De Tacito philosopho, 1886. Meletemata Platonica, ism. a berlini Philologische Wochenschriftban; 1888. Vajjon Plato a föld forgását vagy nyugvását tanította-e? 1890. Kisfaludy Károly, Mihács cz. elegiájának ó-görög metrikus fordítása, 1891. Verseghy Ferencz, Az igazi bölcs cz. epirgammájának ó-görög metrikus fordítása, Válasz vári úr megjegyzésére a Mohács-fordítás ügyében, 1892. Conjecturák Sophokles Antigonéjához, 1895. Mit értett Platon az ideákkal ellenkező απειρον-on?); az Erdélyi Múzeumban (1893. Kritikai megjegyzések Pecz Vilmosnak Πλατωνικα ςητηματα c. értekezésemről írott birálatára).

## Munkái
1. Plato bölcseletének problematicus pontjai. Bölcselettudori értekezés. Beszterczebánya, 1877.
2. Xenophon Emlékiratai Sokratesről. (Szemelvények.) Bevezetéssel és magyarázó szöveggel ellátta, Bpest, 1881. (Jeles Írók Iskolai Tára.)
3. Sophoclis Antigona. Scholarum inusum edidit. Uo. 1891. (Bibliotheca Scriptorum Graecorum et Romanorum czímü gyűjteményében.)

A Magyar Tudományos Akadémia 1888. április 23-ai ülésén Plátói tanulmányok című felolvasása. (Az Akadémiai Értesítőben kivonata.)